# Darey (Tondikiwindi)
Darey ist ein Dorf in der Landgemeinde Tondikiwindi in Niger.

## Geographie
Darey liegt auf einer Höhe von 232 m. Das von einem traditionellen Ortsvorsteher (chef traditionnel) geleitete Dorf befindet sich rund 20 Kilometer östlich des Hauptorts Tondikiwindi der gleichnamigen Landgemeinde, die zum Departement Ouallam in der Region Tillabéri gehört. Zu weiteren Siedlungen in der Umgebung von Darey zählen Kokaïna im Nordwesten, Taroum im Norden, Talka Dabey im Südosten sowie Ouallam und Garbey Fondo im Südwesten.
Es herrscht das Klima der Sahelzone vor, mit einer durchschnittlichen jährlichen Niederschlagsmenge zwischen 300 und 400 mm. Bei Darey verläuft das Trockental Arikiley, ein Nebental des Kori de Ouallam.

## Geschichte
Das Welternährungsprogramm der Vereinten Nationen führte von 2014 bis 2016 in Darey mehrere Projekte zur landwirtschaftlichen Bodenverbesserung durch. Dazu zählte die Zaï-Methode.

## Bevölkerung
Bei der Volkszählung 2012 hatte Darey 1204 Einwohner, die in 109 Haushalten lebten. Bei der Volkszählung 2001 betrug die Einwohnerzahl 706 in 73 Haushalten und bei der Volkszählung 1988 belief sich die Einwohnerzahl auf 1138 in 130 Haushalten.

## Wirtschaft und Infrastruktur
Es gibt eine Grundschule im Dorf.